# Lacul Jgheburoasa
Lacul Jgheburoasa (monument al naturii) este o arie protejată de interes național ce corespunde categoriei a III-a IUCN (rezervație naturală de tip mixt), situată în județul Argeș, pe teritoriul administrativ al comunei Rucăr.

## Descriere
Rezervația naturală declarată arie protejată prin Legea Nr.5 din 6 martie 2000, se află în partea sudică a Munților Făgăraș, în bazinul văii Zârna, la o altitudine de 2.150 m, și se întinde pe o suprafață de 2 hectare.
Aria naturală reprezintă lacul de origine glaciară (luciu de apă) și zona împrejmuitoare, situat la obârșia văii Jgheburoasa, cu maluri acoperite de vegetație alcătuită în cea mai mare parte din arbusti mici de afin negru de munte, o plantă din specia Vaccinum myrtillus.